# Шинни, Питер
Питер Льюис Шинни (Peter Lewis Shinnie; 18 января 1915, Лондон — 9 июля 2007) — британский археолог-африканист, один из основоположников африканской археологии. Известен раскопками Мероэ. Профессор-эмерит Университета Калгари. Член-корреспондент Британской академии (1999).

## Биография
Учился в Вестминстерской школе и египтологии в Колледже Крайст-Чёрч Оксфордского университета, который окончил в 1938 году со степенью бакалавра гуманитарных наук.
В годы Второй мировой войны служил пилотом бомбардировщика.
В 1956-58 гг. работал в Уганде.
Возглавлял кафедры археологии в университете Ганы (1958-66), Хартума (1966-70), Калгари (1970-75).
С 1970 года в Канаде. С 1980 года в отставке.
Почётный доктор Университета Калгари (1983).
В 2004 году награждён суданским Орденом Двух Нилов за вклад в археологию этой страны.
Был женат дважды. Одна из его жен — Маргарет Шинни — также является археологом-африканистом, автором книги «Древние африканские государства» (ориг. изд.: Margaret Shinnie. Ancient African Kingdoms. New York, 1970), изданной в русском переводе в 1982 году Главной редакцией восточной литературы издательства «Наука» АН СССР.

## Публикации
- Шинни П. Нубийцы. Могущественная цивилизация древней Африки / Пер. с англ. В. Д. Кайдалова. — М.: ЗАО «Центрполиграф», 2004. — 208 с. — (Загадки древних цивилизаций). — ISBN 5-9524-1311-0.